# Clan Gamō

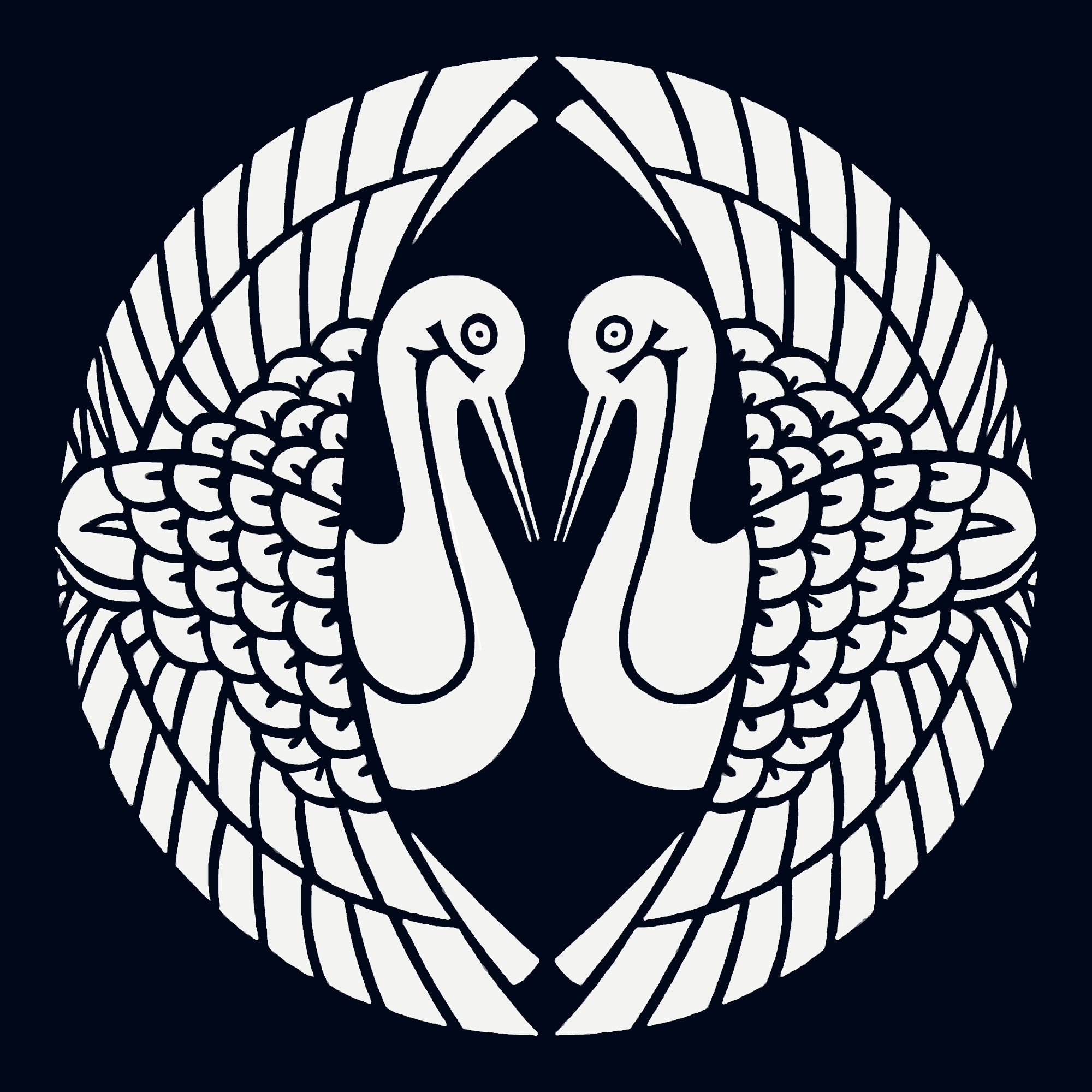
Emblème du clan Gamō.

Le clan Gamō (蒲生氏, Gamō-shi) est un clan japonais de l'époque d'Edo qui prétend descendre du clan Fujiwara. Il fournit des daimyos aux domaines de Matsuyama, Aizu et Kaminoyama entre autres.

## Source de la traduction
- (en) Cet article est partiellement ou en totalité issu de l’article de Wikipédia en anglais intitulé « Gamō clan » (voir la liste des auteurs).